# NGC 4583
NGC 4583 est une galaxie lenticulaire située dans la constellation des Chiens de chasse. Sa vitesse par rapport au fond diffus cosmologique est de 7 157 ± 18 km/s, ce qui correspond à une distance de Hubble de 105,6 ± 7,4 Mpc (∼344 millions d'al). NGC 4583 a été découverte par l'astronome germano-britannique William Herschel en 1786.
NGC 4583 est une galaxie active de type Seyfert 2 et c'est une galaxie LINER, c'est-à-dire une galaxie dont le noyau présente un spectre d'émission caractérisé par de larges raies d'atomes faiblement ionisés.